# Piotr Ciekliński

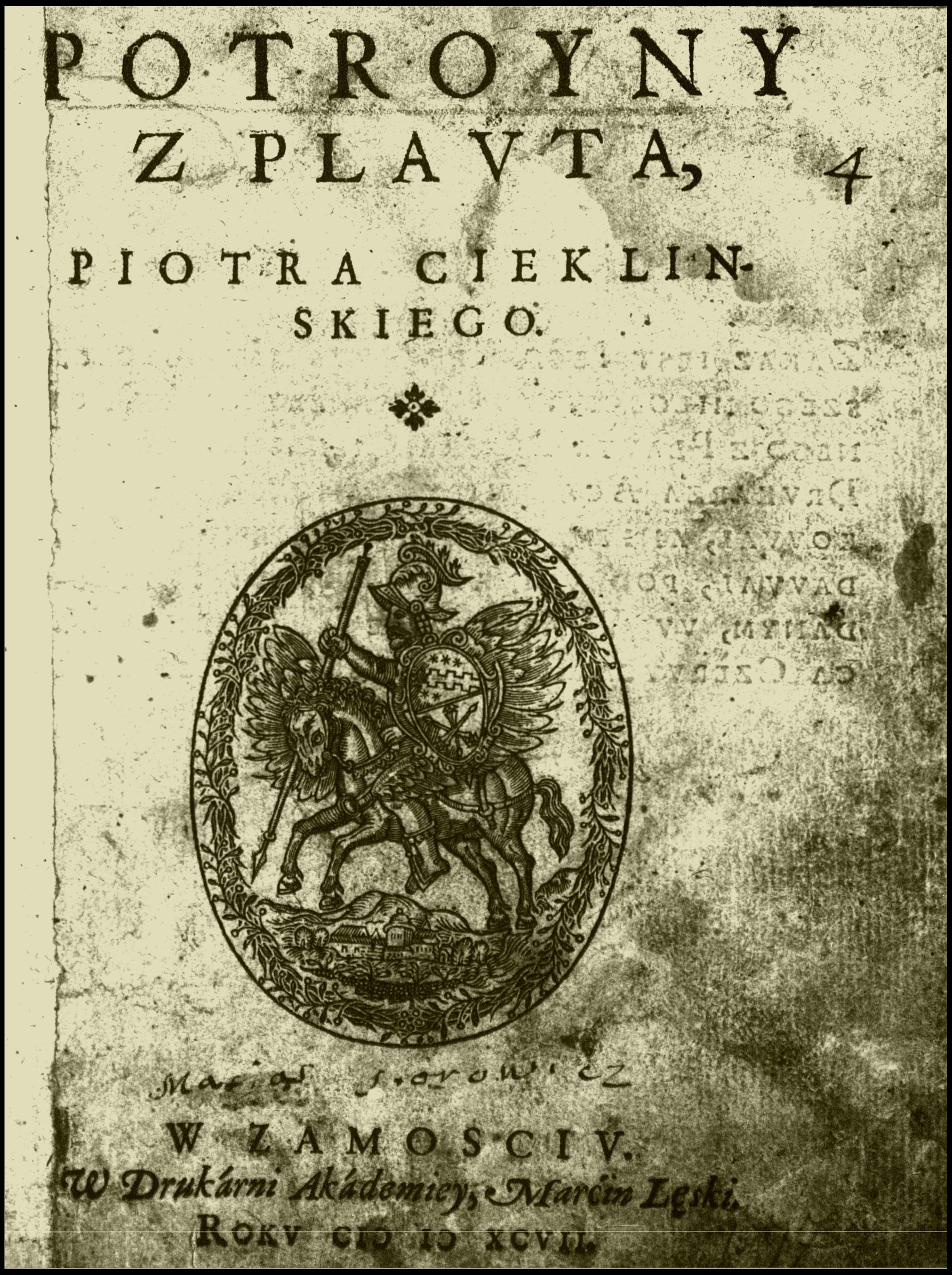
Potrójny z Plauta (1597) – strona tytułowa

Piotr Ciekliński herbu Abdank (ur. 1558, zm. 14 maja 1604) – podczaszy krakowski w latach 1601–1604, dworzanin Jana Zamoyskiego, sekretarz i dyplomata królów polskich, pisarz i poeta renesansowy, sekretarz królewski w 1579 roku, pisarz Metryki Koronnej kancelarii większej w latach 1585–1595, pierwszy polski komediopisarz.

## Życiorys
Jego przodkowie wywodzili się z w Cieklina w ówczesnej ziemi bieckiej w Małopolsce. Pochodził z niezamożnej szlachty herbu Abdank. Był synem Stanisława, podstarościego sanockiego, pana na Lipinkach i części Rozdziela.
Uczył się w kolegium jezuickim w Jarosławiu, studiował też przez pewien czas w Akademii Krakowskiej. Prawdopodobnie przez Piotra Broniowskiego z Bieździedzy, ówczesnego dzierżawcę Cieklina, trafił na dwór Jana Zamoyskiego, dzięki któremu dostał się w 1579 r. do kancelarii królewskiej Stefana Batorego. Życie wypełniły mu prace na rzecz swego patrona (Zamoyskiego), udział w wyprawach wojennych, praca na stanowisku sekretarza królewskiego (Batorego, a następnie Zygmunta III) oraz kariera dyplomatyczna. Przez współczesnych zaliczany był wówczas do najbardziej zaufanych urzędników królewskich.
Jako żołnierz Ciekliński był m.in. uczestnikiem wojen moskiewskich Batorego. Zimą 1588 r. przywiózł do Krakowa wieść o rozbiciu pod Byczyną (24 stycznia 1588 r.) najazdu arcyksięcia Maksymiliana – pretendenta do tronu polskiego i pojmaniu Habsburga w niewolę. W 1595 r. brał udział w wyprawie mołdawskiej hetmana Zamoyskiego. W 1587 r. posłował do Szwecji, wioząc na dwór Wazów wiadomość o elekcji Zygmunta III na tron Polski. Od 1590 r. przebywał głównie na Rusi (Zamość – Lwów), załatwiając liczne interesy kanclerza, zaś w 1594 r. udał się do Włoch z misją uzyskania u papieża zatwierdzenia fundacji Akademii Zamoyskiej. W 1597 r., pojechał z poselstwem do Konstantynopola, gdzie spędził kilka miesięcy.
W 1598 r. ożenił się (po raz drugi) z Jadwigą Broniowską – córką Piotra, dzierżawcy Cieklina i innych dóbr w okolicy Jasła. Tuż po tym osiadł na roli w rodzinnych włościach, do których król Zygmunt III dodał mu dożywotnie wpływy z dzierżaw dóbr starostwa w Dębowcu (Majscowa, Wola Dębowiecka, Łazy Dębowieckie i in.), graniczących z Cieklinem i Lipinkami. W 1601 r. uzyskał godność podczaszego krakowskiego. Zmarł w 1604 r. po dłuższej chorobie i został pochowany w kościele farnym w Bieczu.
Jego syn Stanisław (z pierwszego małżeństwa) był żołnierzem – walczył m.in. pod Chodkiewiczem w bitwie pod Kircholmem. Doszedł do rangi rotmistrza. Drugi syn, Piotr, był pokojowcem królewskim i sekretarzem Zygmunta III.
Piotr Ciekliński był jednym z najbliższych ludzi Jana Zamoyskiego. Był mocno zaangażowany w działalność kulturalną swego mecenasa. Wysłany przez Zamoyskiego do Włoch, by załatwić w Rzymie zatwierdzenie fundacji Akademii Zamojskiej, poznał tamtejszych wybitnych uczonych i literatów. Z podróży tej przywiózł do Zamościa wiele druków humanistycznych. Podobnie z poselstwa do Turcji wrócił przywożąc szereg rękopisów greckich. Utrzymywał liczne stosunki przyjazne i literackie ze Stanisławem Żółkiewskim, Janem Ostrorogiem, Szymonem Szymonowicem i Janem Szczęsnym Herburtem. Zapewne to on zaprosił do Zamościa przyjaciela Szymonowica – Walentego Aleksandra Szlachtowica z Jasła, późniejszego nadwornego poetę Zamoyskich.

## Twórczość
Swoje najpłodniejsze lata pisarza, poety i tłumacza spędził w Zamościu. Chociaż przypisywane mu jest już autorstwo okolicznościowego Dialogu politycznego, napisanego przed zjazdem szlachty w Jędrzejowie w maju 1592 r., jego twórczość zapoczątkowała bajka polityczna pt. Ziemia Wołoska (1595, wyd. 1902). Przedstawił w niej wierszem aktualne wypadki w Mołdawii, Siedmiogrodzie oraz na Wołoszczyźnie w powiązaniu z atmosferą polityczną Rzeczypospolitej.
Trwałe miejsce w dziejach literatury polskiej dało Cieklińskiemu najwybitniejsze jego dzieło pt. Potrójny z Plauta (Zamość 1597) – dowcipna przeróbka komedii obyczajowej Plauta pt. Trinummus (Trzy grosze), której akcję przeniósł ze starożytnych Aten do Lwowa, w realia polityczne czasów Henryka Walezego, Batorego i Zygmunta III Wazy. Ten utwór (wkrótce po wyjściu z druku wystawiony na scenie!) zyskał mu miano pierwszego komediopisarza polskiego. Wartość utworu podnosi fakt, że Ciekliński użył w nim wielu słów i zwrotów charakterystycznych dla mowy jego rodzinnych stron, a forma ortograficzna języka polskiego w wydawnictwie jest wyjątkowo staranna.
W późniejszych latach chętnie czytano wiersze okolicznościowe i panegiryczne Cieklińskiego. Autor zmarł nie dokończywszy (rozpoczętego w 1603 r.) przekładu komedii Arystofanesa na język polski.